# Alhassan Yusuf
Alhassan Yusuf, né le 18 juillet 2000 à Kano au Nigeria, est un footballeur international nigérian qui joue au poste de milieu central au Revolution de la Nouvelle-Angleterre.

## Biographie

### IFK Göteborg
Né à Kano au Nigeria, Alhassan Yusuf est formé au FC Hearts Nigeria au Nigeria, avant d'être repéré par le club suédois de l'IFK Göteborg. Il termine sa formation avec ce club, qui lui fait signer son premier contrat professionnel le 25 juillet 2018. Il joue son premier match en professionnel le 22 octobre 2018, à l'occasion d'une rencontre de championnat face à l'IF Brommapojkarna. Il entre en jeu à la place de Giorgi Kharaishvili, et son équipe s'impose par deux buts à zéro ce jour-là.
Il ne joue qu'un match lors de sa première saison, mais s'impose dans l'équipe première lors de la saison 2019. Il y inscrit ses deux premiers buts lors de la large victoire de son équipe par sept buts à un face à l'Östersunds FK, le 2 novembre 2019. Après s'être imposé dans l'équipe en tant que titulaire et avec des prestations remarquées, Yusuf est désigné joueur de la saison à Göteborg.
Yusuf découvre la coupe d'Europe en jouant son premier match de Ligue Europa, le 17 septembre 2020, à l'occasion d'une rencontre qualificative contre le FC Copenhague. Titulaire, il se fait remarquer en délivrant une passe décisive pour Tobias Sana. Son équipe s'incline toutefois ce jour-là (1-2).

### Royal Antwerp FC
Le 16 juillet 2021 est annoncé le transfert d'Alhassan Yusuf au Royal Antwerp FC.
Le 7 novembre 2021, Yusuf inscrit son premier but pour le Royal Antwerp, lors d'une rencontre de championnat face au RSC Anderlecht. Titularisé, il ouvre le score et participe à la victoire de son équipe par deux buts à zéro.
Yusuf est sacré champion de Belgique pour sa participation à la saison 2022-2023.

### Revolution de la Nouvelle-Angleterre
Le 12 août 2024, Alhassan Yusuf rejoint le Revolution de la Nouvelle-Angleterre. Il signe un contrat courant jusqu'en décembre 2027, avec une année supplémentaire en option.

### En sélection
Yusuf est pressenti pour participer à la Coupe du monde des moins de 20 ans en 2019, avec l'équipe du Nigeria des moins de 20 ans. Toutefois, il se voit finalement retenu par son club de l'IFK Göteborg, qui ne souhaite pas laisser partir l'un de ses éléments, car son effectif dénombre beaucoup d'absences pour cause de blessures.
Alors qu'il n'était initialement pas retenu dans la liste des joueurs nigérians sélectionnés par José Peseiro pour disputer la Coupe d'Afrique des nations 2023, Alhassan Yusuf est finalement appelé le 3 janvier 2024 afin de remplacer Wilfred Ndidi, forfait sur blessure.

## Palmarès
Royal Antwerp FC
- Coupe de Belgique
  - Vainqueur : 2023
- Championnat de Belgique
  - Champion : 2023